# Dávid Ivan
Dávid Ivan (Bratislava, 26 febbraio 1995) è un calciatore slovacco, centrocampista del Wimpassing.

## Caratteristiche tecniche
Centrocampista leggero, molto agile e versatile, è in grado di ricoprire vari ruoli di centrocampo. Dotato di ottima tecnica e di visione di gioco ed in possesso di un buon cambio di passo, può essere impiegato sia come regista che da interno, ma può anche disimpegnarsi nel ruolo di trequartista, riuscendo così a sfruttare le sue capacità da assist man e le doti di inserimento.

## Carriera

### Club

#### Gli inizi: Sampdoria
Cresciuto nelle giovanili dello Slovan Duslo Šaľa prima e in quelle del Nitra dopo, il 13 agosto 2011, a soli 16 anni, si trasferisce in Italia per giocare nelle Giovanili della Sampdoria che lo acquista battendo la concorrenza dell'Everton.
Dopo una prima stagione giocata negli Allievi Nazionali che vede la Samp vincere il campionato, nell'estate 2012 entra a far parte della Formazione Primavera con la quale gioca, in tre stagioni, 81 partite mettendo a segno 7 gol, di cui 6 solo nell'ultima annata nella quale ricopre il ruolo di capitano della squadra. Il 4 dicembre 2014 rinnova il suo contratto con la Samp fino al 30 giugno 2019.
Il 1º luglio 2015 viene aggregato alla prima squadra prendendo parte al ritiro pre-campionato 2015-2016. Il 6 agosto 2015 al 79º minuto della sfida di Europa League Vojvodina-Sampdoria (0-2) esordisce in blucerchiato subentrando a Nenad Krstičić. Il 23 agosto seguente alla prima giornata della Serie A 2015-2016 viene schierato nella formazione titolare che batte 5-2 il Carpi, giocando una buona partita ma venendo espulso per doppio giallo al 81º. Il 20 dicembre 2015 segna il suo primo gol in Serie A nella gara vinta 2-0 contro il Palermo.

#### I prestiti a Bari , Pro Vercelli e Vis Pesaro
Il 25 agosto 2016 si trasferisce al Bari con la formula del prestito con diritto di opzione e contro-opzione a favore dei blucerchiati. Due giorni dopo debutta con i galletti in Serie B nella sconfitta per 2 a 1 contro il Cittadella. Segna il suo primo gol alla decima giornata nella partita vinta 3-0 contro il Trapani. La squadra termina il campionato al 12º posto in classifica.
Tornato alla Sampdoria, dopo non aver collezionato alcuna presenza nella prima parte di stagione, il 18 gennaio 2018 passa a titolo temporaneo alla Pro Vercelli.
Nel 2018 viene prestato alla Vis Pesaro, con cui disputa solo 4 partite.

#### Chievo
Nell'estate 2019 si trasferisce al Chievo a titolo definitivo. Debutta con la sua nuova squadra l'11 agosto 2019, nella partita di Coppa Italia disputata contro il Ravenna. Si tratterà, tuttavia, della sua unica presenza con i clivensi in un anno e mezzo di militanza.

#### Dinamo Brest
Il 27 febbraio 2021 viene prelevato in prestito dalla Dinamo Brėst fino al 30 giugno 2021.

##### Dinamo Tirana
Il 26 febbraio 2023, approda in Albania, firmando per la Dinamo Tirana.

### Nazionale
David dopo aver giocato in tutte le Selezioni giovanili della Nazionale slovacca, il 4 marzo 2015 viene convocato dall'Under-21 per prendere parte alla Semifinale della Challenge Trophy 2015 del 26 marzo seguente contro la Norvegia Under-23, nella quale esordisce giocando da titolare. Il primo gol lo sigla invece il 29 aprile 2015 contro la Repubblica Ceca al 82º minuto della gara amichevole vinta per 2 a 0. Il 6 settembre compie il suo esordio in match ufficiali della Nazionale Under-21, subentrando nell'intervallo della gara Bielorussia-Slovacchia 1-0, valida per le Qualificazioni ad Euro 2017.

## Statistiche

### Presenze e reti nei club
Statistiche aggiornate al 25 gennaio 2023.
| Stagione            | Squadra             | Campionato          | Campionato | Campionato | Coppe nazionali | Coppe nazionali | Coppe nazionali | Coppe continentali | Coppe continentali | Coppe continentali | Altre coppe | Altre coppe | Altre coppe | Totale | Totale |
| Stagione            | Squadra             | Comp                | Pres       | Reti       | Comp            | Pres            | Reti            | Comp               | Pres               | Reti               | Comp        | Pres        | Reti        | Pres   | Reti   |
| ------------------- | ------------------- | ------------------- | ---------- | ---------- | --------------- | --------------- | --------------- | ------------------ | ------------------ | ------------------ | ----------- | ----------- | ----------- | ------ | ------ |
| 2015-2016           | Sampdoria           | A                   | 21         | 1          | CI              | 1               | 0               | UEL                | 1                  | 0                  | -           | -           | -           | 23     | 1      |
| 2016-2017           | Bari                | B                   | 8          | 1          | CI              | -               | -               | -                  | -                  | -                  | -           | -           | -           | 8      | 1      |
| 2017-gen. 2018      | Sampdoria           | A                   | 0          | 0          | CI              | 0               | 0               | -                  | -                  | -                  | -           | -           | -           | 0      | 0      |
| Totale Sampdoria    | Totale Sampdoria    | Totale Sampdoria    | 21         | 1          |                 | 1               | 0               |                    | 1                  | 0                  |             | -           | -           | 23     | 1      |
| gen.-giu. 2018      | Pro Vercelli        | B                   | 0          | 0          | CI              | -               | -               | -                  | -                  | -                  | -           | -           | -           | 0      | 0      |
| 2018-2019           | Vis Pesaro          | C                   | 4          | 0          | CIC             | -               | -               | -                  | -                  | -                  | -           | -           | -           | 4      | 0      |
| 2019-2020           | Chievo              | B                   | 0          | 0          | CI              | 1               | 0               | -                  | -                  | -                  | -           | -           | -           | 1      | 0      |
| feb-giu. 2021       | Dinamo Brest        | VL                  | 14         | 0          | KB              | 2               | 0               | -                  | -                  | -                  | -           | -           | -           | 16     | 0      |
| 2022                | Dinamo Brest        | VL                  | 20         | 0          | KB              | 2               | 0               | -                  | -                  | -                  | -           | -           | -           | 22     | 0      |
| Totale Dinamo Brest | Totale Dinamo Brest | Totale Dinamo Brest | 34         | 0          |                 | 4               | 0               |                    | -                  | -                  |             | -           | -           | 38     | 0      |
| Totale carriera     | Totale carriera     | Totale carriera     | 68         | 2          |                 | 6               | 0               |                    | 1                  | 0                  |             | -           | -           | 75     | 2      |

### Cronologia presenze e reti in Nazionale
| Cronologia completa delle presenze e delle reti in nazionale ― Slovacchia under 21 | Cronologia completa delle presenze e delle reti in nazionale ― Slovacchia under 21 | Cronologia completa delle presenze e delle reti in nazionale ― Slovacchia under 21 | Cronologia completa delle presenze e delle reti in nazionale ― Slovacchia under 21 | Cronologia completa delle presenze e delle reti in nazionale ― Slovacchia under 21 | Cronologia completa delle presenze e delle reti in nazionale ― Slovacchia under 21 | Cronologia completa delle presenze e delle reti in nazionale ― Slovacchia under 21 | Cronologia completa delle presenze e delle reti in nazionale ― Slovacchia under 21 |
| Data                                                                               | Città                                                                              | In casa                                                                            | Risultato                                                                          | Ospiti                                                                             | Competizione                                                                       | Reti                                                                               | Note                                                                               |
| ---------------------------------------------------------------------------------- | ---------------------------------------------------------------------------------- | ---------------------------------------------------------------------------------- | ---------------------------------------------------------------------------------- | ---------------------------------------------------------------------------------- | ---------------------------------------------------------------------------------- | ---------------------------------------------------------------------------------- | ---------------------------------------------------------------------------------- |
| 26-3-2015                                                                          | Myjava                                                                             | Slovacchia under 21                                                                | 4 – 1                                                                              | Norvegia under 23                                                                  | Challenge Trophy 2015 - Semifinale                                                 | -                                                                                  | 62’                                                                                |
| 30-3-2015                                                                          | Zlaté Moravce                                                                      | Slovacchia under 21                                                                | 0 – 0                                                                              | Ucraina under 21                                                                   | Amichevole                                                                         | -                                                                                  | 60’                                                                                |
| 29-4-2015                                                                          | Senica                                                                             | Slovacchia under 21                                                                | 2 – 0                                                                              | Rep. Ceca under 21                                                                 | Amichevole                                                                         | 1                                                                                  | 90’                                                                                |
| 11-6-2015                                                                          | Nowy Sącz                                                                          | Polonia under 20                                                                   | 0 – 1                                                                              | Slovacchia under 21                                                                | Amichevole                                                                         | -                                                                                  | 62’                                                                                |
| 2-9-2015                                                                           | Myjava                                                                             | Slovacchia under 21                                                                | 2 – 2                                                                              | Turchia under 23                                                                   | Challenge Trophy 2015 - Finale                                                     | -                                                                                  | 61’                                                                                |
| 6-9-2015                                                                           | Sluck                                                                              | Bielorussia under 21                                                               | 1 – 0                                                                              | Slovacchia under 21                                                                | Qual. Europeo Under-21 2017                                                        | -                                                                                  | 46’                                                                                |
| 8-10-2015                                                                          | Myjava                                                                             | Slovacchia under 21                                                                | 2 – 0                                                                              | Cipro under 21                                                                     | Qual. Europeo Under-21 2017                                                        | -                                                                                  | 60’                                                                                |
| 11-10-2015                                                                         | Nimega                                                                             | Paesi Bassi under 21                                                               | 1 – 3                                                                              | Slovacchia under 21                                                                | Qual. Europeo Under-21 2017                                                        | -                                                                                  | 85’                                                                                |
| 17-11-2015                                                                         | Myjava                                                                             | Slovacchia under 21                                                                | 4 – 2                                                                              | Paesi Bassi under 21                                                               | Qual. Europeo Under-21 2017                                                        | -                                                                                  | 88’                                                                                |
| 29-3-2016                                                                          | Myjava                                                                             | Slovacchia under 21                                                                | 5 – 0                                                                              | Turchia under 21                                                                   | Qual. Europeo Under-21 2017                                                        | -                                                                                  | 42’                                                                                |
| 2-9-2016                                                                           | Kassel                                                                             | Germania under 21                                                                  | 3 – 0                                                                              | Slovacchia under 21                                                                | Amichevole                                                                         | -                                                                                  | 68’                                                                                |
| 5-9-2016                                                                           | Larnaca                                                                            | Cipro under 21                                                                     | 0 – 3                                                                              | Slovacchia under 21                                                                | Qual. Europeo Under-21 2017                                                        | -                                                                                  | 82’                                                                                |
| 7-10-2016                                                                          | Myjava                                                                             | Slovacchia under 21                                                                | 3 – 1                                                                              | Bielorussia under 21                                                               | Qual. Europeo Under-21 2017                                                        | -                                                                                  | 88’                                                                                |
| 11-10-2016                                                                         | Alanya                                                                             | Turchia under 21                                                                   | 1 – 1                                                                              | Slovacchia under 21                                                                | Qual. Europeo Under-21 2017                                                        | -                                                                                  | 26’                                                                                |
| 24-3-2017                                                                          | Karviná                                                                            | Rep. Ceca under 21                                                                 | 4 – 1                                                                              | Slovacchia under 21                                                                | Amichevole                                                                         | -                                                                                  | 46’                                                                                |
| Totale                                                                             |                                                                                    | Presenze                                                                           | 15                                                                                 |                                                                                    | Reti                                                                               | 1                                                                                  |                                                                                    |

## Palmarès

### Club

#### Competizioni giovanili
- Campionato Allievi Nazionali: 1

Sampdoria: 2011-2012

#### Competizioni nazionali
- Kategoria e Parë: 1

Elbasani: 2023-2024